# Chris Kerry
Christopher Brian Kerry (sinh ngày 15 tháng 4 năm 1976) là một cựu cầu thủ bóng đá chuyên nghiệp người Anh thi đấu ở Football League cho Mansfield Town.